# Jeanne Baudot
Pour les articles homonymes, voir Baudot.
Jeanne Baudot est une artiste peintre française née le 11 mai 1877 à Courbevoie (département de la Seine) et morte le 27 juin 1957 à Louveciennes.
Elle a été l'élève d'Auguste Renoir.

## Biographie

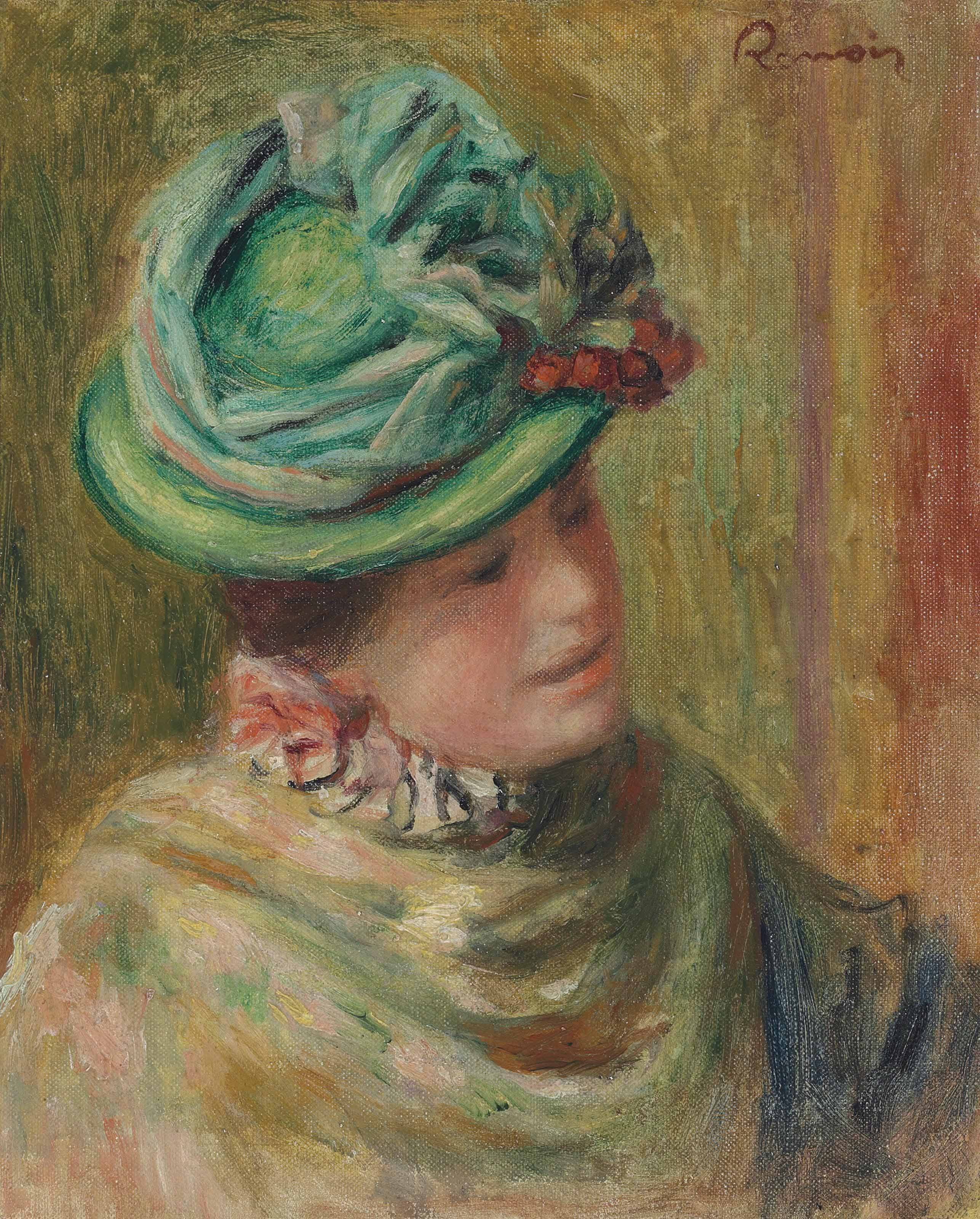
Auguste Renoir, Jeanne Baudot en chapeau vert (1896), localisation inconnue.

Jeanne Baudot est la fille du docteur Émile Baudot, médecin-chef de la Compagnie des chemins de fer de l'Ouest et médecin d'Auguste Renoir. Elle a vécu au 4, rue du Général-Leclerc à Louveciennes, où Renoir a eu son atelier de 1897 à 1914.
En 1893, c'est par l'intermédiaire de son cousin collectionneur, Paul Gallimard, père de Gaston Gallimard, que Jeanne Baudot fait la connaissance d'Auguste Renoir dont elle devient l'unique élève.

« Elle avait seize ans, était la fille du médecin en chef de la Compagnie des chemins de fer de l'Ouest, et, au grand étonnement de ses parents qui avaient la sensation de poules ayant couvé un canard, elle faisait de la peinture et admirait Renoir. »

— Jean Renoir, Pierre-Auguste Renoir, mon père
En 1896, lors du baptême de Jean Renoir, deuxième fils d'Auguste Renoir, à l'église Saint-Pierre de Montmartre, Jeanne Baudot est sa marraine et Georges Durand-Ruel, fils de Paul Durand-Ruel, son parrain. Jean Renoir se souvient : « Ma mère aurait voulu marier Jeanne Baudot et Georges Durand-Ruel. C'est pour les réunir qu'elle leur avait demandé d'être mon parrain et ma marraine ».
Elle garde tout au long de sa vie une relation très proche avec Jean Renoir devenu un réalisateur célèbre. Celui-ci a préfacé le catalogue de la rétrospective Jeanne Baudot, organisée en 1960 à la galerie Durand-Ruel.
Pierre-Auguste Renoir réalisa plusieurs portraits de Jeanne Baudot parmi lesquels le Portrait de Jeanne Baudot de trois quarts et de face (localisation inconnue), Jeanne Baudot en chapeau vert (localisation inconnue) et Portrait de Jeanne Baudot (localisation inconnue). Le peintre Maurice Denis réalisa un tableau intitulé Auguste Renoir et Mademoiselle Baudot en 1906 (localisation inconnue). 
Jeanne Baudot fut l'amie d'enfance de Julie Manet, fille de Berthe Morisot et d'Eugène Manet, comme en témoignent de nombreux passages du Journal de Julie Manet.
Jean Griot qui rejoignit le général de Gaulle à Londres et la France libre, vécu chez elle avec sa mère,. 
Durant l’hiver 1942, Jeanne Baudot peint Le Château du Pont en hiver, effet de neige représentant tel qu'elle voyait le château du Pont à Louveciennes depuis le premier étage de sa maison. Le tableau est reproduit sur le lieu de sa création dans un des parcours labellisés Pays des Impressionnistes.
Son œuvre peinte est consacrée essentiellement au portrait, au paysage ou à la nature morte. « Un voyage en Afrique du Nord, au début du XXe siècle, ajoute à sa création une note de pittoresque et éclaircit encore sa palette. »
Jeanne Baudot écrit ses souvenirs dans Renoir, ses amis, ses modèles, publié en 1949,.

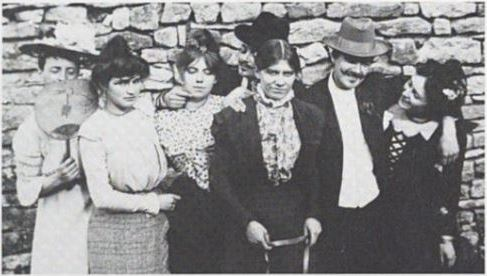
Julie Manet, Jeannine et Paule Gobillard, Jeanne Baudot (déguisée en homme) et sa cousine Jeanne Clément. Derrière Paule, Jacques Drogue. Julie Manet et des amis à Givry en Bourgogne lors d'un séjour chez des parents de Jeanne Baudot en 1899.
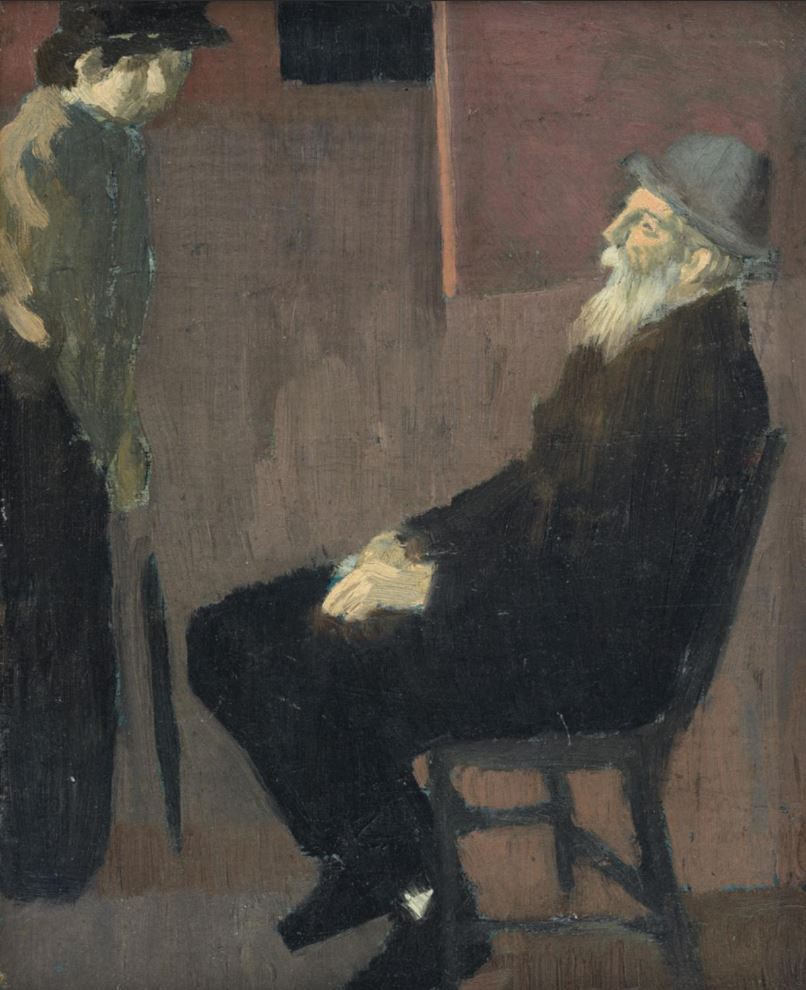
Maurice Denis, Auguste Renoir et Mademoiselle Baudot (1906), localisation inconnue.
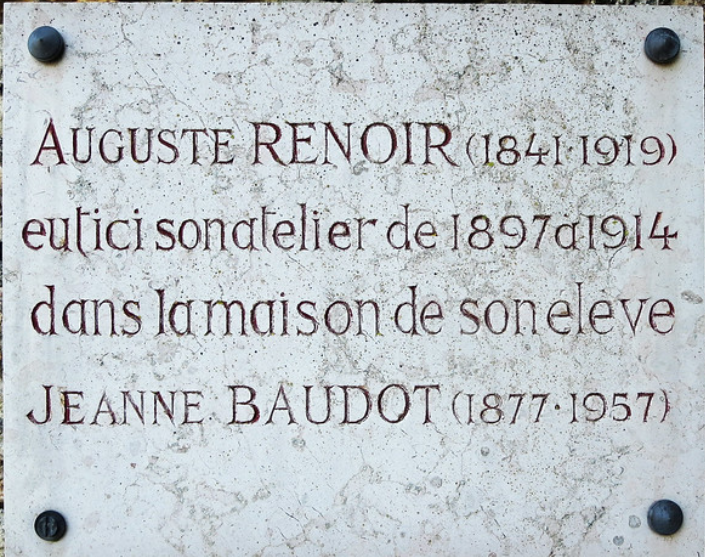
Plaque indiquant qu'Auguste Renoir a eu son atelier dans la maison de Jeanne Baudot au 4, rue du Général-Leclerc à Louveciennes.

## Expositions
- 1966, Paris, galerie Durand-Ruel, Dame & Demoiselles – Blanche Hoschedé, Jeanne Baudot, Paule Gobillard, du 16 juin au 29 juillet 1966. Le texte du catalogue a été écrit par Agathe Rouart-Valéry.
- 1960, Paris, galerie Durand-Ruel, Rétrospective Jeanne Baudot. 1877-1957, du 23 janvier au 13 février 1960.
- 1950, Paris, galerie Durand-Ruel, du 28 avril au 15 mai 1950.
- 1930, Paris, galerie Dru, 11 rue Montaigne, novembre et décembre 1930, Peintures de Jeanne Baudot.
- 1925, Paris, Salon des Tuileries[16],[17].
- 1906, Paris , Salon des indépendants.
- 1905, Paris, Salon d'automne.

## Publication
- Renoir : Ses amis, ses modèles, Éd. littéraires de France, 1949, 137 p.

## Postérité
En 2020, Michèle Dassas publie aux éditions Ramsay un roman intitulé À la lumière de Renoir, qui évoque le destin de Jeanne Baudot. Ce livre a reçu une nomination au prix Simone Veil 2018.
Le livre de Laurent Manœuvre Les Pionnières (2019) établit un état des lieux des femmes impressionnistes et postimpressionnistes parmi lesquelles Berthe Morisot, Eva Gonzalès, Blanche Hoschedé et Jeanne Baudot.
Une rue porte son nom à Louveciennes.